# Спорт у Швајцарској
Спорт у Швајцарској је редовна активност, сваки четврти је активан члан спортског клуба. Најважније свеобухватне спортске организације у Швајцарској су Савезна федерација и олимпијски комитет.
Због свог разноликог пејзажа и климе, Швајцарска нуди широку врсту спортова својим становницима и посетиоцима. Иако се зимски спортови играју у целој земљи, фудбал и хокеј на леду и даље су најпопуларнији спортови.
Главни спортски догађаји у Швајцарској укључују Олимпијске игре, које су два пута одржане у Санкт Морицу 1928. и 1948. и Светско првенство 1954, Европско првенство 2008. у Швајцарској и Аустрији.

## Зимски спортови
Скијање и планинарење су чести у Швајцарској и свету, а највиши врхови привлаче планинаре из целог света.
Као претежно планинска земља, Швајцарска је традиционално била једна од најјачих нација у алпском скијању, где је дуго била у конкуренцији са Аустријом. Швајцарци су достигли врхунац у том спорту 1980-их година, када су освојили Куп нација на Светском купу у алпском скијању седам пута узастопно од 1981. до 1987. Међу најуспешнијим алпским скијашима у Швајцарској су Пирмин Цурбриген, Петер Милер, Бернард Руси, Дидје Киш, Франц Хајнцер и Михаел фон Гриниген међу мушкарцима и Френи Шнајдер, Ерика Хес, Микела Фиђини, Марија Вализер, Мари-Терез Надиг, Соња Неф, Лиз-Мари Мореро и Брижит Ертли међу женама.
Швајцарска је запажена и као родно место такмичарског санкања, које потиче из одмаралишта Санкт Мориц, где је такође изграђен први боб крајем деветнаестог века. Швајцарска је традиционално била снажна држава у бобу, у конкуренцији са Источном Немачком током 1970-их и 1980-их.
Симон Аман је био један од најбољих светских скијашких скакача у 21. веку, док је Дарио Колоња био један од најбољих скијашких тркача на свету у касним 2000-их.
Керлинг је веома популаран зимски спорт више од 30 година. Швајцарске екипе су освојиле три Светска првенства за мушкарце и два за жене. Мушка екипа је освојила златну медаљу на Зимским олимпијским играма 1998. у Нагану.
Стефан Ламбијел, двоструки победник Светског првенства у уметничком клизању, међу бројним другим домаћим и међународним такмичењима, један је од најбољих светских уметничких клизача.
Бенди није толико популаран. У септембру 2017. Швајцарска је дебитовала на годишњем турниру у Нимбурку, Чешкој. На Светском првенству 2018. учествовала је Швајцарска.

### Хокеј на леду
Већина Швајцараца прати хокеј на леду и подржава један од дванаест тимова Националне лиге која је од 2017. најпосећенија европска лига у хокеју на леду.
У априлу – мају 2009. Швајцарска је по десети пут била домаћин Светског првенства. Најновија достигнућа репрезентације су две сребрне медаље на Светском првенству 2013. и 2018. репрезентација је тренутно на седмом месту Светске ранг листе хокејашке федерације.

## Фудбал
Као и многи други Европљани, и већина Швајцараца је љубитељ фудбала, а репрезентација је широко позната. Раније је учествовала на једанаест различитих Светска првенства (последњи пут 2018) и четири различита Европска првенства (последњи пут 2016). Европско првенство 2008. одржано је у Астрији и Швајцарској.
ФК Грасхопер држи рекорде по освајању највише Суперлига (27) и највише трофеја у швајцарском купу (19). У новије време Базел је постигао велики успех на националном (освајање седам титула првака у последњих десет година) и међународном нивоу (квалификовали су се пет пута у УЕФА Лигу шампиона).

## Кошарка
Клинт Капела је тренутно најплаћенији тимски спортиста у историји Швајцарске.
У Миесу је седиште ФИБА, светске управне агенције за међународне догађаје. Швајцарска као једна од оснивача ФИБА има једну од најдужих светских кошаркашких традиција.
Некада главни тим на међународној сцени, његова репрезентација више нема велики међународни значај, упркос повременим јаким приказивањима на квалификационим утакмицама.
Имају два НБА играча: Табо Сефолоша и Клинт Капела.

## Тенис
Током последњих неколико деценија, швајцарски тенисери Роџер Федерер, Станислав Вавринка и Мартина Хингис били су најуспешнији. Освојили су Гренд слем у синглу. Федерер је освојио двадесет Гренд слем титула и држи рекорд као најдужи светски првак 237 недеља. Укупно је освојио осам рекордних титула на Вимблдону, а такође је освојио Отворено првенство Аустралије шест пута, Отворено првенство САД пет пута и Ролан Гарос једном. Марк Росе је освојио златну медаљу у синглу на Летњим олимпијским играма 1992. И Федерер и Вавринка удружили су се на Летњим олимпијским играма 2008. како би освојили златну медаљу у дублу. Федерер и Вавринка су имали огроман утицај у Швајцарској освојивши титулу Дејвис купа 2014.

## Рагби
Швајцарски рагби датира више од једног века.
У новије време, Куп европских шампиона 2006/07. између Bourgoin-Jallieu и Манстер рагбија одржан је на стадиону Женева. Капацитет стадиона је 30.000, а посећеност тог дана је била 16.255.

## Мото-спорт
Мото-спорт забрањен је у Швајцарској, након катастрофе 1955. са изузетком манифестација у надметању. Државни савет Швајцарске усвојио је 6. јуна 2007. амандман за укидање забране. Међутим, предложени закон Савет кантона Швајцарске није усвојио и повучен је 2009. након што је два пута одбијен. Швајцарска влада је 2015. дозволила ублажавање закона, дозволивши међусобне трке само за електрична возила. У јуну 2018. Швајцарска је била домаћин своје прве мото трке у 63 године, када је први Zürich ePrix одржан као рунда шампионата Формуле Е.
Упркос дугогодишњим ограничењима, земља је имала успешне друмске возаче као што су Клеј Регацони, Џо Зиферт и успешни возач Светског првенства у туристичким аутомобилима Ален Мену. Швајцарска је освојила A1 Grand Prix 2007—08. са Нил Јаном. Марсел Феслер освојио је ФИА Светски шампионат издржљивости 2012. и три пута 24 часа Ле Мана. Томас Лити освојио је MotoGP 2005. у категорији 125cc. Урс Ербахер је шестоструки европски шампион у тркама. Такође, конструктор Алфа Ромео Ф1 има седиште у Швајцарској. Последњих година возачи као што су Ромен Грожан, Себастјен Буеми и Едоардо Мортара били су успешни у Формули 1, Формули Е, ФИА Светски шампионат издржљивости и 24 часа Ле Мана.
Међутим, присутни су и други облици мото спорта, као што су рели, мотокрос, супермото и ендуро.
Успешни возачи Формуле 1 и Светског рели шампионата су Михаел Шумахер, Ник Хајдфелд, Кими Рејкенен, Фернандо Алонсо, Левис Хамилтон, Себастјен Леб и Себастијан Фетел, сви имају пребивалиште у Швајцарској, понекад због пореза.

## Остали спортови
Популаран спорт у Швајцарској је једрење. Alinghi је освојио Куп Америке 2003. и одбранио је титулу 2007. Голф постаје све популарнији, са више од 35 расположивих терена и за планирање. Андре Босерт је успешан швајцарски професионални играч голфа.
Репрезентација је освојила Европску лигу у фудбалу на песку 2005. године и два пута је била вицешампион, 2008. и 2009. У новије време били су и вицешампиони на Светском првенству у фудбалу на песку 2009. који се одржао у новембру.
Женска репрезентација у флорболу постала је једном светски шампион 2005. и освајала је медаље на већини других турнира. Мушка репрезентација је на дванаест турнира освојила осам медаља.
Остали спортови у којима су Швајцарци били успешни укључују атлетику (Вернер Гинтер и Маркус Рифел), мачевање (Марсел Фишер), бициклизам (Фабијан Канчелара, Фердинанд Киблер, Хуго Коблет, Оскар Ег, Јоланда Неф, Штефан Кинг), кик бокс (Енди Хаг), слалом у воденим водама (Рони Диренмат: кану, Матхиас Ротхенмунд: кајак), одбојка на песку (Саша Хејер, Маркус Егер, Паул и Мартин Ласига), професионално рвање и триатлон (Брижит Макман, Рето Хуг, Свен Ридерер, Никола Шпириг, Данијела Риф).
У бициклизму је Фабијан Канчелара један од најбољих друмских бициклиста модерног доба. Постигао је велики успех у класици: три пута је победио Париз—Рубе, једном Милано—Санремо и три пута Ронде ван Фландерен. Канчелар је пет пута победио у Тур де Франсу. Његов успех није био ограничен само на хронометар и класику, јер је освојио Тирено—Адријатико, Тоур де Швајцарска и Тур де Оман. Године 2008. освојио је злато у индивидуалној вожњи и сребро у мушкој друмском бициклизму на Летњим олимпијским играма. Године 2016, на Летњим олимпијским играма, победио је у својој последњој трци и освојио је злато у појединачном хронометру. Поред тога, четири пута је у каријери био светски првак у хронометеру.
Швајцарска је трећа најуспешнија земља у историји оријентиринга.
Репрезентација лакроса квалификовала се за Светско првенство три пута заредом (2010—2018). Године 2018. завршила је на 20. месту од 46.

## Локални спортови
Традиционални спортови укључују швајцарско рвање или „Schwingen”. То је стара традиција из руралних централних кантона и неки је сматрају националним спортом. Хорнусен је још један аутохтони швајцарски спорт, који је попут мешавине између бејзбола и голфа. Стеинстосен је швајцарска варијанта такмичења у бацању тешког камена. Сматра се да је био популаран само међу алпским становништвом од праисторије у Базелу у 13. веку. Фестивал Unspunnenfest је први пут одржан 1805. године.

## Догађаји
- АТП Базел
- Швајцарски куп
- Шпенглеров куп
- Тур де Швајцарска
- Тур де Романдија
- Омега европски мајстори